# Möðruvallabók
O Möðruvallabók – também designado por AM 132 fol no Arnamagnæan Codex - é um manuscrito medieval islandês do século XIV, escrito em pergaminho do tipo papel velino.

Com as suas 189 páginas, é a maior coletânea de sagas islandesas da Idade Média, contendo as seguintes 11 sagas:
- Saga de Njál
- Saga de Egil Skallagrímson
- Saga de Bandamanna
- Saga de Laxdœla
- Saga de Fóstbræðra

- Saga de Droplaugarsona
- Saga de Finnboga ramma
- Saga de Hallfredar
- Saga de Kormák
- Saga de Ölkofra
- Saga de Víga-Glúms

Este manuscrito, original da Islândia, foi levado para a Dinamarca em 1684, sendo mais tarde incorporado no espólio do Instituto Arnamagnæan. Em 1974 foi dividido numa parte dinamarquesa e numa parte islandeesa, tendo esta última parte sido devolvida à Islândia, onde está guardada no Instituto Árni Magnússon em Reiquiavique.